# Mannschaftsaufstellungen der Schacholympiade der Frauen 1966
Die Tabellen nennen die Aufstellung der Mannschaften bei der Schacholympiade der Frauen 1966 in Oberhausen. Die 14 teilnehmenden Mannschaften spielten ein Rundenturnier, in dem jede Mannschaft gegen jede andere antrat. Zu jedem Team gehörten zwei Spielerinnen und maximal eine Ersatzspielerin. Für die Platzierung der Mannschaften waren die Brettpunkte vor den Mannschaftspunkten und der Sonneborn-Berger-Wertung maßgeblich.

## Mannschaften

### 1. Sowjetunion
| Platz | Land                  | G  | R | V | Brettp. | Mannschaftsp. |
| ----- | --------------------- | -- | - | - | ------- | ------------- |
| 1     | Sowjetunion           | 11 | 1 | 1 | 22      | 23            |
| Brett | Spielerin             | G  | R | V | Punkte  | Partien       |
| 1     | Nona Gaprindaschwili  | 08 | 2 | 1 | 9       | 11            |
| 2     | Walentina Koslowskaja | 04 | 1 | 1 | 4,5     | 6             |
| R     | Tatjana Satulowskaja  | 08 | 1 | 0 | 8,5     | 9             |

### 2. Rumänien
| Platz | Land                   | G  | R | V | Brettp. | Mannschaftsp. |
| ----- | ---------------------- | -- | - | - | ------- | ------------- |
| 2     | Rumänien               | 10 | 2 | 1 | 20,5    | 22            |
| Brett | Spielerin              | G  | R | V | Punkte  | Partien       |
| 1     | Alexandra Nicolau      | 06 | 4 | 0 | 8       | 10            |
| 2     | Elisabeta Polihroniade | 07 | 1 | 1 | 7,5     | 9             |
| R     | Margareta Perevoznic   | 04 | 2 | 1 | 5       | 7             |

### 3. DDR
| Platz | Land                  | G | R | V | Brettp. | Mannschaftsp. |
| ----- | --------------------- | - | - | - | ------- | ------------- |
| 3     | DDR                   | 5 | 6 | 2 | 17      | 16            |
| Brett | Spielerin             | G | R | V | Punkte  | Partien       |
| 1     | Edith Keller-Herrmann | 4 | 6 | 1 | 7       | 11            |
| 2     | Waltraud Nowarra      | 1 | 2 | 3 | 2       | 6             |
| R     | Gabriele Just         | 7 | 2 | 0 | 8       | 9             |

### 4. Jugoslawien
| Platz | Land               | G | R | V | Brettp. | Mannschaftsp. |
| ----- | ------------------ | - | - | - | ------- | ------------- |
| 4     | Jugoslawien        | 8 | 3 | 2 | 16,5    | 19            |
| Brett | Spielerin          | G | R | V | Punkte  | Partien       |
| 1     | Milunka Lazarević  | 2 | 3 | 2 | 3,5     | 7             |
| 2     | Verica Nedeljković | 4 | 4 | 2 | 6       | 10            |
| R     | Katarina Jovanović | 6 | 2 | 1 | 7       | 9             |

### 5. Niederlande
| Platz | Land            | G | R | V | Brettp. | Mannschaftsp. |
| ----- | --------------- | - | - | - | ------- | ------------- |
| 5     | Niederlande     | 8 | 2 | 3 | 16      | 18            |
| Brett | Spielerin       | G | R | V | Punkte  | Partien       |
| 1     | Corry Vreeken   | 5 | 3 | 2 | 6,5     | 10            |
| 2     | Hendrika Timmer | 4 | 2 | 2 | 5       | 8             |
| R     | Fenny Heemskerk | 4 | 1 | 3 | 4,5     | 8             |

### 6. Tschechoslowakei
| Platz | Land             | G | R | V | Brettp. | Mannschaftsp. |
| ----- | ---------------- | - | - | - | ------- | ------------- |
| 6     | Tschechoslowakei | 5 | 6 | 2 | 15      | 16            |
| Brett | Spielerin        | G | R | V | Punkte  | Partien       |
| 1     | Květa Eretová    | 4 | 6 | 2 | 7       | 12            |
| 2     | Jana Malypetrová | 5 | 5 | 2 | 7,5     | 12            |
| R     | Marta Poláková   | 0 | 1 | 1 | 0,5     | 2             |

### 7. Ungarn
| Platz | Land                  | G | R | V | Brettp. | Mannschaftsp. |
| ----- | --------------------- | - | - | - | ------- | ------------- |
| 7     | Ungarn                | 5 | 6 | 2 | 15      | 16            |
| Brett | Spielerin             | G | R | V | Punkte  | Partien       |
| 1     | Éva Karakas           | 2 | 4 | 3 | 4       | 9             |
| 2     | Gyuláné Krizsán-Bilek | 3 | 4 | 1 | 5       | 8             |
| R     | Zsuzsa Verőci         | 5 | 2 | 2 | 6       | 9             |

### 8. Bulgarien
| Platz | Land               | G | R | V | Brettp. | Mannschaftsp. |
| ----- | ------------------ | - | - | - | ------- | ------------- |
| 8     | Bulgarien          | 4 | 6 | 3 | 14      | 14            |
| Brett | Spielerin          | G | R | V | Punkte  | Partien       |
| 1     | Wenka Asenowa      | 8 | 3 | 2 | 9,5     | 13            |
| 2     | Ewelina Trojanska  | 1 | 1 | 5 | 1,5     | 7             |
| R     | Antonina Georgieva | 2 | 2 | 2 | 3       | 6             |

### 9. England
| Platz | Land          | G | R | V | Brettp. | Mannschaftsp. |
| ----- | ------------- | - | - | - | ------- | ------------- |
| 9     | England       | 3 | 5 | 5 | 12      | 11            |
| Brett | Spielerin     | G | R | V | Punkte  | Partien       |
| 1     | Anne Sunnucks | 3 | 2 | 6 | 4       | 11            |
| 2     | Rowena Bruce  | 5 | 5 | 2 | 7,5     | 12            |
| R     | Dinah Dobson  | 0 | 1 | 2 | 0,5     | 3             |

### 10. USA
| Platz | Land               | G | R | V | Brettp. | Mannschaftsp. |
| ----- | ------------------ | - | - | - | ------- | ------------- |
| 10    | Vereinigte Staaten | 3 | 2 | 8 | 9,5     | 8             |
| Brett | Spielerin          | G | R | V | Punkte  | Partien       |
| 1     | Gisela Gresser     | 3 | 3 | 4 | 4,5     | 10            |
| 2     | Lisa Lane          | 2 | 2 | 6 | 3       | 10            |
| R     | Eva Aronson        | 2 | 0 | 4 | 2       | 6             |

### 11. Polen
| Platz | Land                  | G | R | V | Brettp. | Mannschaftsp. |
| ----- | --------------------- | - | - | - | ------- | ------------- |
| 11    | Polen                 | 2 | 4 | 7 | 9       | 8             |
| Brett | Spielerin             | G | R | V | Punkte  | Partien       |
| 1     | Krystyna Radzikowska  | 3 | 2 | 6 | 4       | 11            |
| 2     | Mirosława Litmanowicz | 1 | 0 | 6 | 1       | 7             |
| R     | Danuta Samolewicz     | 4 | 0 | 4 | 4       | 8             |

### 12. Deutschland
| Platz | Land             | G | R | V  | Brettp. | Mannschaftsp. |
| ----- | ---------------- | - | - | -- | ------- | ------------- |
| 12    | BR Deutschland   | 2 | 0 | 11 | 6,5     | 4             |
| Brett | Spielerin        | G | R | V  | Punkte  | Partien       |
| 1     | Friedl Rinder    | 1 | 4 | 05 | 3       | 10            |
| 2     | Ottilie Stibaner | 2 | 2 | 06 | 3       | 10            |
| R     | Irmgard Karner   | 0 | 1 | 05 | 0,5     | 6             |

### 13. Dänemark
| Platz | Land                | G | R | V  | Brettp. | Mannschaftsp. |
| ----- | ------------------- | - | - | -- | ------- | ------------- |
| 13    | Dänemark            | 1 | 2 | 10 | 5       | 4             |
| Brett | Spielerin           | G | R | V  | Punkte  | Partien       |
| 1     | Ingrid Larsen       | 1 | 5 | 07 | 3,5     | 13            |
| 2     | Antonina Enevoldsen | 1 | 1 | 11 | 1,5     | 13            |

### 14. Österreich
| Platz | Land               | G | R | V  | Brettp. | Mannschaftsp. |
| ----- | ------------------ | - | - | -- | ------- | ------------- |
| 14    | Österreich         | 1 | 1 | 11 | 4       | 3             |
| Brett | Spielerin          | G | R | V  | Punkte  | Partien       |
| 1     | Ingeborg Kattinger | 0 | 2 | 07 | 1       | 9             |
| 2     | Maria Ager         | 1 | 1 | 07 | 1,5     | 9             |
| R     | Alfreda Hausner    | 1 | 1 | 06 | 1,5     | 8             |